# Saraka
Saraka (Saraca) je rod vyšších dvouděložných rostlin z čeledi bobovité (Fabaceae). Jsou to stromy a keře se zpeřenými kožovitými listy a nápadnými bohatými květenstvími žlutých až červených květů s dlouhými tyčinkami. Saraky jsou rozšířeny v počtu 11 druhů v tropické Asii od Indie po jižní Čínu, jihovýchodní Asii a Novou Guineu. Rostou v tropických deštných pralesích, nejčastěji v blízkosti vodních toků. Nejznámějším zástupcem je saraka indická.
Saraky jsou v tropech pěstovány jako okrasné dřeviny. V hinduismu i buddhismu náležejí mezi posvátné stromy. Svíravých účinků se využívá v medicíně.

## Popis
Saraky jsou keře a stromy se sudozpeřenými střídavými listy. Listy jsou řapíkaté, kožovité, složené z 1 až 7 jařem vstřícných, krátce řapíčkatých lístků. Na bázi nebo na vrcholu jednotlivých lístků bývají párové žlázky. Palisty jsou obvykle srostlé do kuželovité pochvy a opadavé. Mladé listy jsou splihlé a růžové, později zezelenají a narovnávají se do horizontální polohy.
Květenství jsou úžlabní, vrcholová nebo se vyvíjejí na starších větvích, jsou spíše hustá a bohatá, latovitá nebo chocholičnatá. Květy jsou oboupohlavné nebo funkčně samčí, se zakrnělým semeníkem. Češule je válcovitá až trubkovitá. Kalich je většinou čtyřčetný, řidčeji až šestičetný, žlutý, oranžový až červený a nahrazuje chybějící korunu. Listence v květenství jsou zbarvené podobně jako květy. Tyčinek je nejčastěji 4 až 8, jsou víceméně stejně dlouhé a vyčnívající z květu, s volnými nebo na bázi srostlými nitkami. Někdy jsou v květech přítomna staminodia. Semeník je stopkatý, na vrcholu s nitkovitou čnělkou zakončenou drobnou vrcholovou bliznou, a obsahuje 2 až 12 vajíček. Lusky jsou zploštělé, rovné nebo zahnuté, téměř okrouhlé, oválné nebo obvejčité, kožovité nebo dřevnaté. Pukají dvěma chlopněmi a obsahují 1 až 8 hladkých semen.

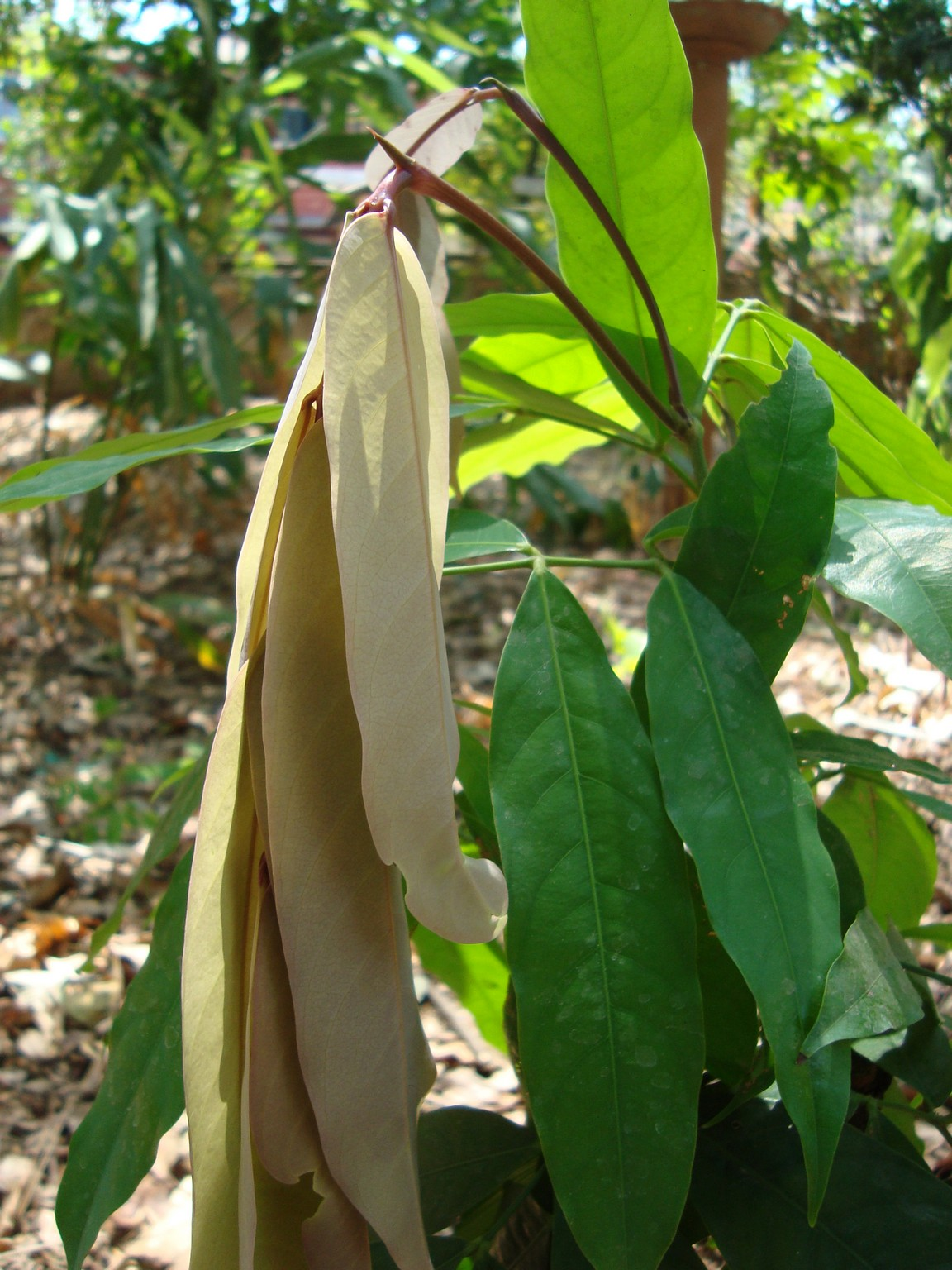
Splihlé mladé listy saraky indické (Saraca indica)
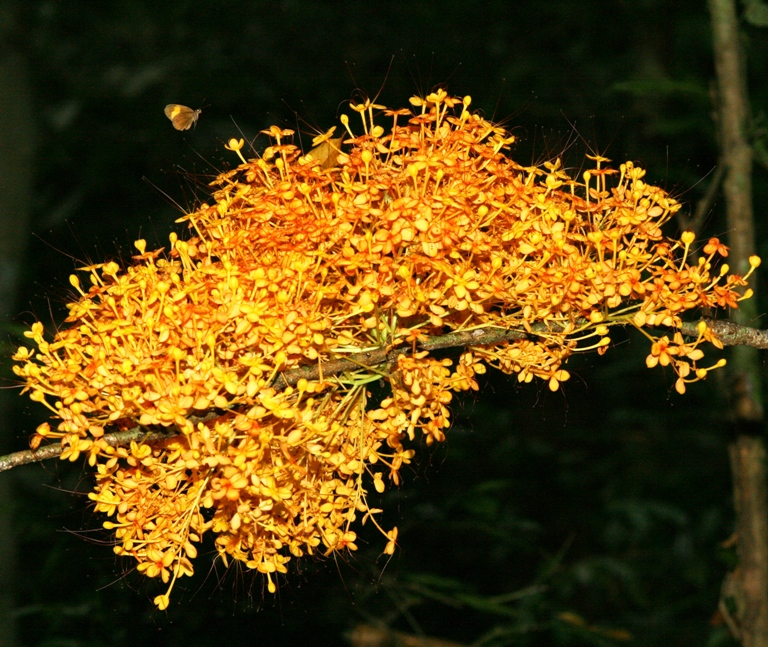
Květenství Saraca sp., Sumatra
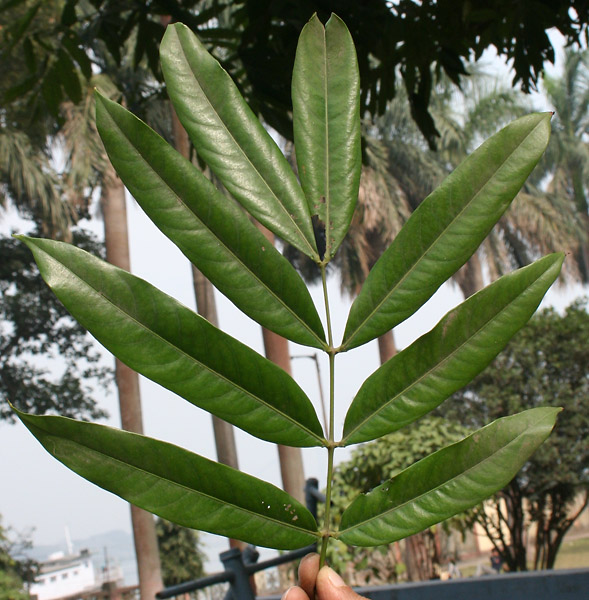
List Saraca asoca
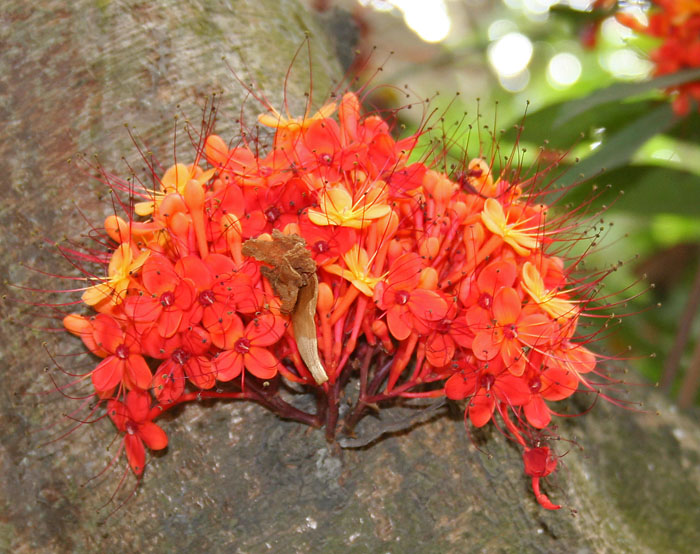
Kauliflorní květenství Saraca asoca
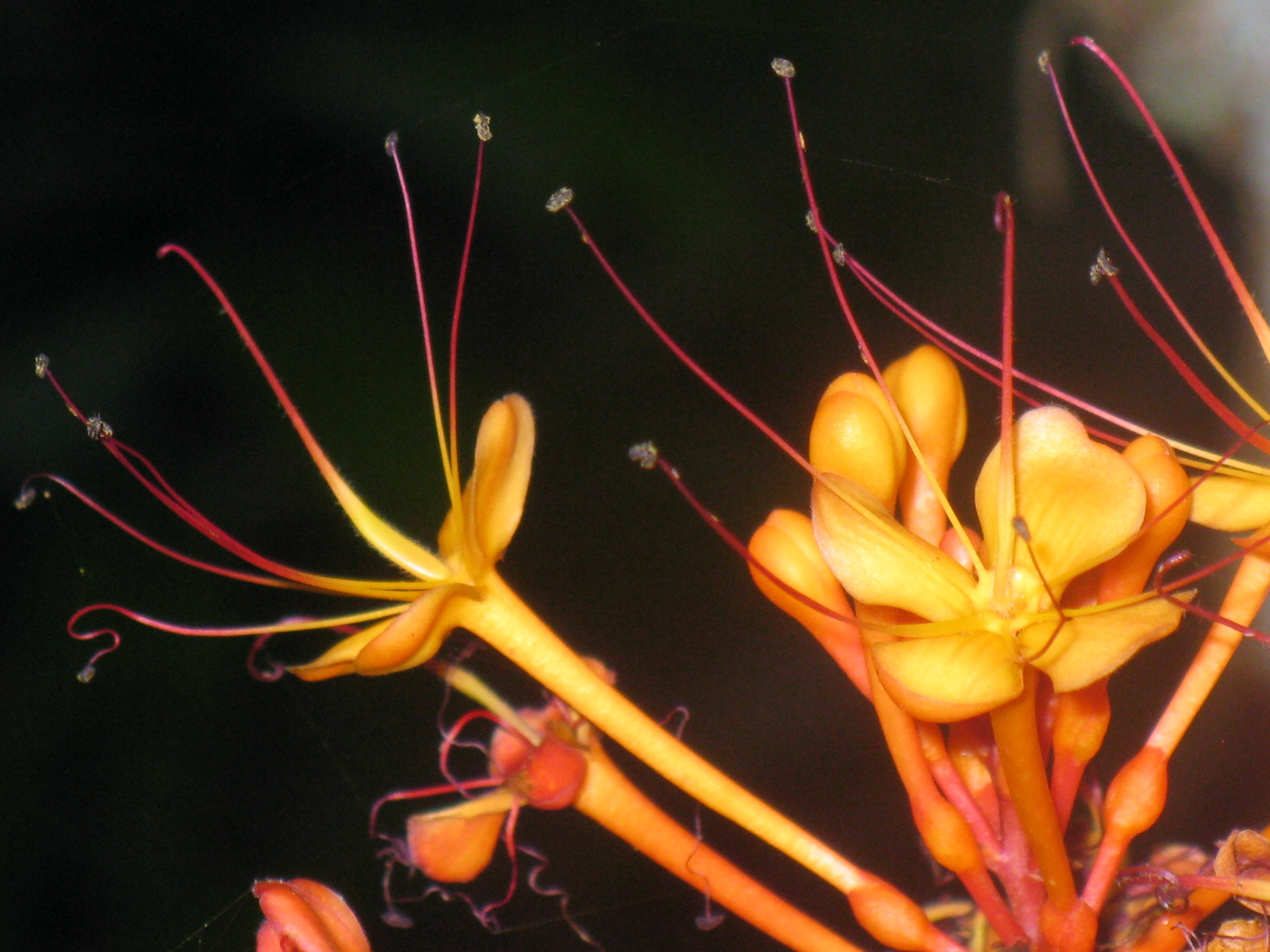
Detail květů Saraca asoca

## Rozšíření
Rod saraka zahrnuje 11 druhů. Je rozšířen od Indie a Srí Lanky po Čínu, jihovýchodní Asii a Novou Guineu. Saraky rostou v nížinných deštných pralesích zejména kolem vodních toků. V Malajsii se tato vegetace formuje v tunely obklopující a uzavírající drobnější vodní toky.

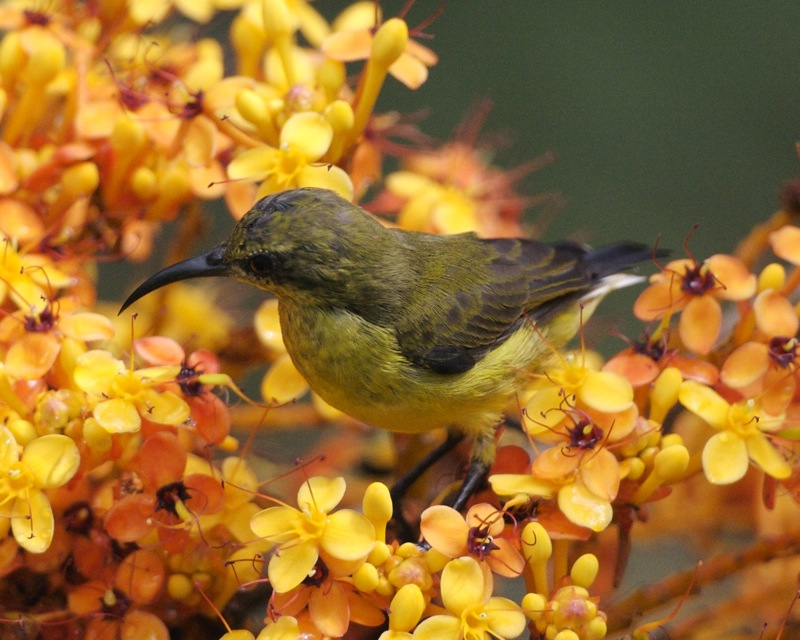
Strdimil olivovohřbetý (Cinnyris jugularis) na květech saraky

## Význam
Některé druhy saraky jsou v tropech pěstovány jako okrasné dřeviny, ceněné pro nápadná bohatá květenství. Nejčastěji je pěstována saraka indická (Saraca indica) a druhy Saraca thaipingensis a Saraca asoca. Podle legendy se pod sarakovým stromem narodil Buddha. Tento strom je v buddhismu uctíván a je často vysazován v okolí buddhistických chrámů. V hinduismu je považován za symbol lásky.
Borka druhu Saraca dives je v Číně používána k léčení revmatismu a těžkého krvácení při menstruaci (menorhagie). Odvar z kůry Saraca indica a Saraca asoca je v Indii používán jako adstringens při vnitřních hemoroidech, menorhagii aj. obtížích, z květů se připravuje léčivo na průjem.
Saraka není uváděna ze sbírek žádné české botanické zahrady.